# Idlen
Idlen (engl. to idle = faulenzen, im Leerlauf laufen, verbummeln) bezeichnet das Nichtstun eines Benutzers über einen längeren Zeitraum in einem Chatraum. Am häufigsten verwendet wird der Begriff im Zusammenhang mit dem Internet Relay Chat (IRC) oder anderen Chat-Systemen. Auch bei einem Computer spricht man von idle, wenn der Hauptprozessor keine Prozesse abzuarbeiten hat und im Leerlauf läuft. Die Zeitspanne, die seit der letzten Aktivität vergangen ist, wird als Idletime bezeichnet.
Gründe für länger andauerndes Idlen in Chats sind meist eine Ablenkung des Chatters durch andere Aktivitäten am Computer oder die physische Abwesenheit vom Computer. Beim IRC sind die Benutzer häufig automatisch eingeloggt, sobald ihr Computer eingeschaltet und mit dem Internet verbunden ist, ohne dass wirklich gechattet wird. Verbreitet ist auch die Nutzung von Bouncern, die rund um die Uhr anstelle des Benutzers im IRC eingeloggt sind und dort idlen.
In einigen IRC-Netzwerken und Channels ist das übermäßige Idlen nicht gerne gesehen. Aus diesem Grund setzen manche IRC-Skripte die Idletime regelmäßig wieder zurück, indem sie in unregelmäßigen Abständen dem Benutzer selbst eine Nachricht schicken. Dadurch kann der Benutzer zum einen eventuell übermäßiges idlen verschleiern, aber auch, ob er gerade anwesend ist oder nicht.
Inzwischen wird das Verb idlen zunehmend auch im Sinne von „sich in einem (IRC-)Channel aufhalten“ verwendet. Hierbei ist es unwesentlich, ob der Benutzer aktiv oder inaktiv ist. So findet man in größeren IRC-Netzwerken z. B. häufig die Aufforderung, in einem neu erstellten Channel zu „idlen“, um dem Besitzer zu helfen, eine bestimmte Benutzeranzahl zu erreichen, die benötigt wird, um einen von den Betreibern des Netzwerks zur Verfügung gestellten IRC-Bot anzufordern. Diese Bitte um „idlen“ bedeutet nicht, dass man sich in betreffendem Channel inaktiv verhalten soll. Andererseits suggeriert die Formulierung aber auch, dass es genügt, im Channel anwesend zu sein, und eine aktive Teilnahme nicht zwingend erforderlich ist.